# Elektrownia jądrowa Ōi

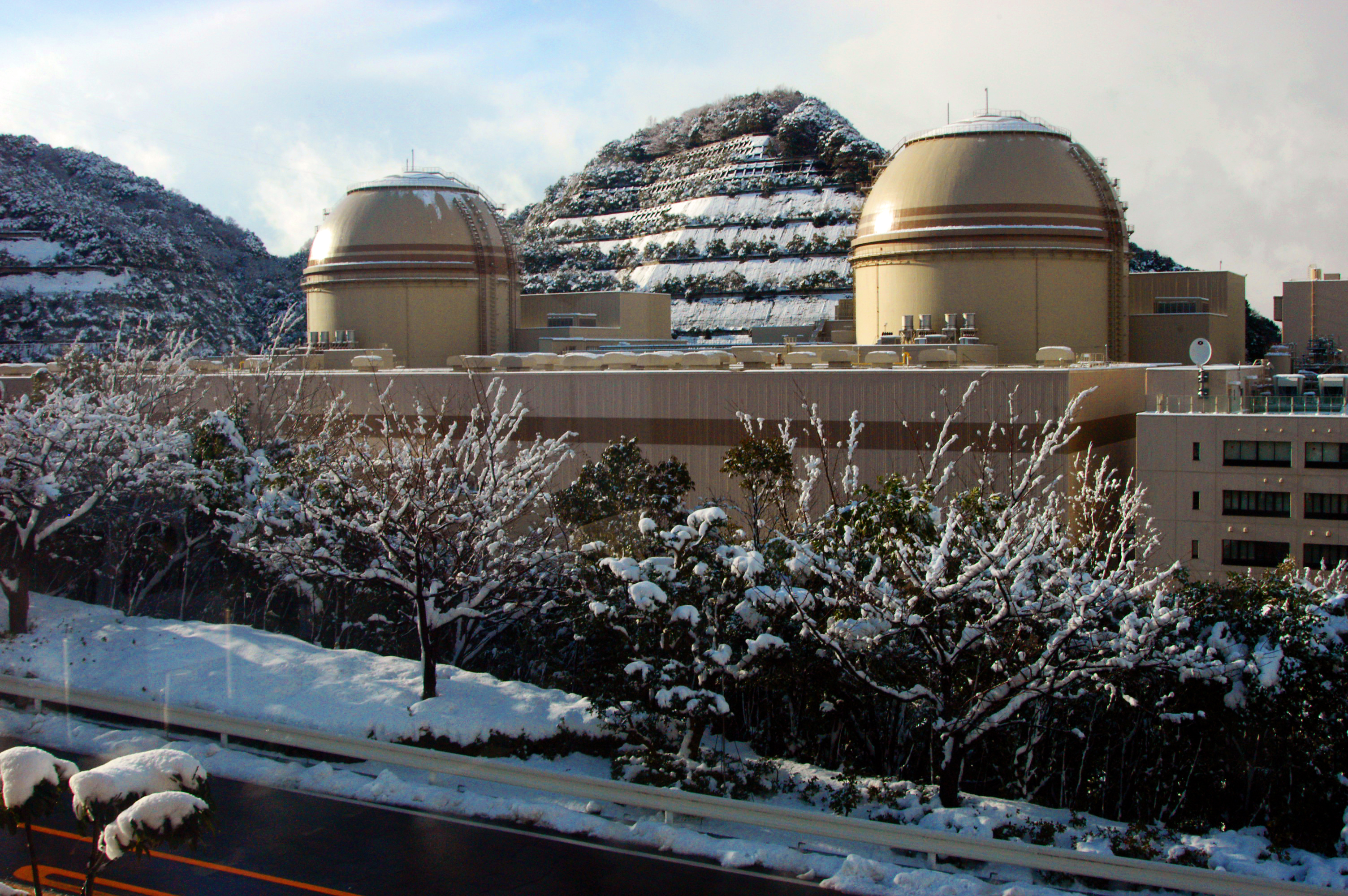
Elektrownia jądrowa Ōi

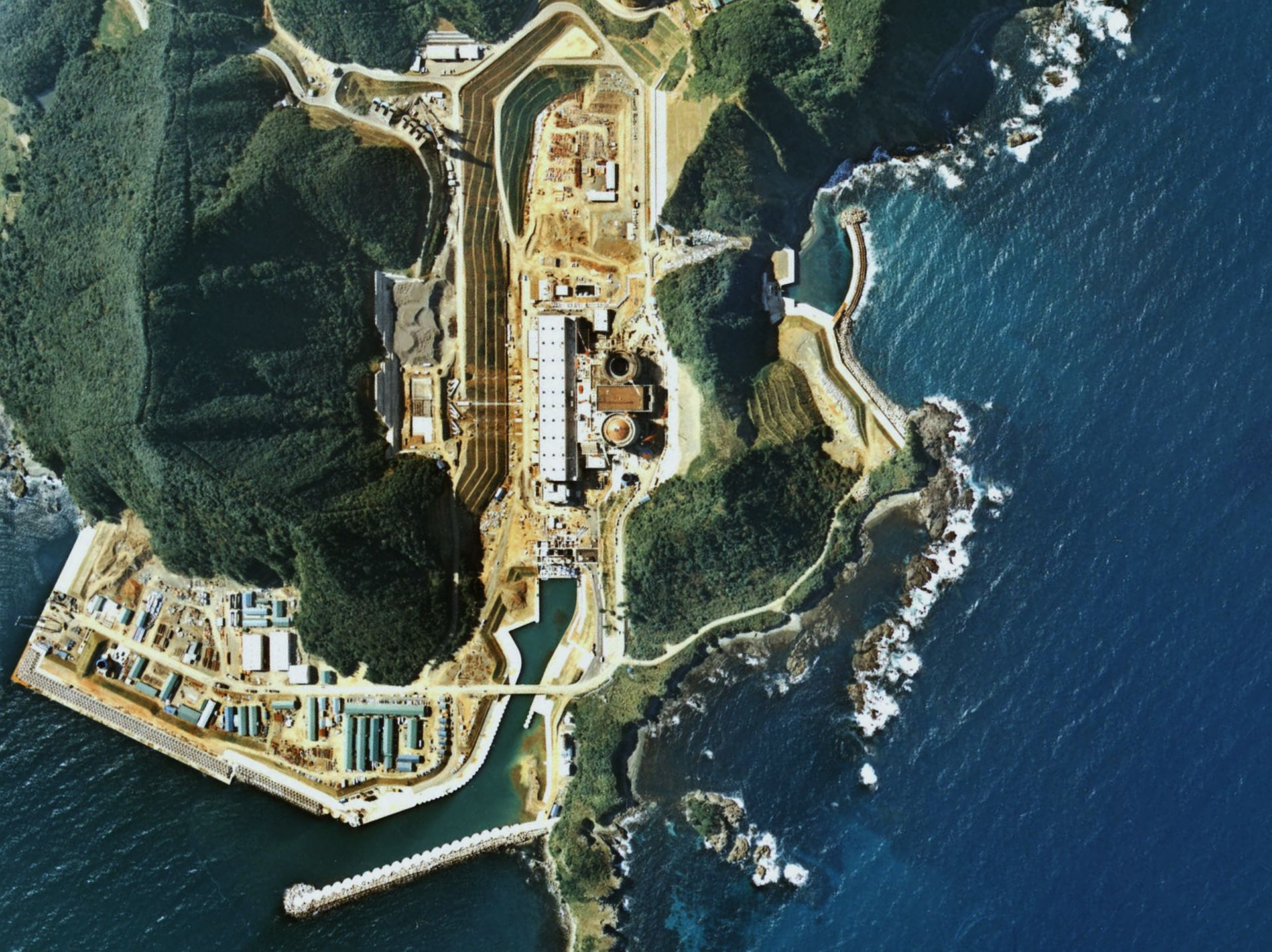
Budowa elektrowni jądrowej Ōi, rok 1975

Elektrownia jądrowa Ōi (jap. 大飯発電所 Ōi hatsudensho) – japońska elektrownia jądrowa nieopodal miasta Ōi, w prefekturze Fukui. Właścicielem i operatorem jest firma Kansai Electric Power Company.
Teren elektrowni obejmuje 1,88 km².

## Reaktory
| Nazwa bloku | Typ reaktora | Producent        | Rozpoczęcie budowy   | Stan krytyczny   | Włącz. do sieci   | Moc elektr. netto (MW) | Moc elektr. brutto (MW) | Moc termiczna (MW) | L. zestaw. paliw. | Koszt całk. bloku |
| ----------- | ------------ | ---------------- | -------------------- | ---------------- | ----------------- | ---------------------- | ----------------------- | ------------------ | ----------------- | ----------------- |
| Ōi-1        | PWR          | MHI/Westinghouse | 31 października 1972 | 12 lutego 1977   | 23 grudnia 1977   | 1120                   | 1175                    | 3423               |                   |                   |
| Ōi-2        | PWR          | MHI/Westinghouse | 31 grudnia 1972      | 14 września 1978 | 10 listopada 1978 | 1120                   | 1175                    | 3423               |                   |                   |
| Ōi-3        | PWR          | MHI              | 31 października 1987 | 17 maja 1991     | 6 lipca 1991      | 1127                   | 1180                    | 3423               |                   |                   |
| Ōi-4        | PWR          | MHI              | 30 czerwca 1988      | 28 maja 1992     | 19 czerwca 1992   | 1127                   | 1180                    | 3423               |                   |                   |

## Usterki
W latach 1994–2010 w elektrowni zdarzyło się 31 usterek, których zgłoszenie do krajowego urzędu dozoru jądrowego było wymagane prawem, w tym 5 poza skalą INES, 24 sklasyfikowane na poziomie 0 skali INES (odchylenie bez wpływu na bezpieczeństwo) i 2 sklasyfikowane na poziomie 1 skali INES (anomalia).

## Skutki trzęsienia ziemi z marca 2011
Na skutek trzęsienia ziemi z 11 marca 2011 i awarii w EJ Fukushima I, elektrownia została wyłączona - podobnie jak wszystkie inne japońskie elektrownie jądrowe.
Pozwolenie na ponowne włączenie bloków nr 3 i 4 wydano już w sierpniu 2012, ale inspekcja krajowego dozoru jądrowego nakazała we wrześniu 2013 ponowne wyłączenie obu reaktorów (z uwagi na wprowadzenie nowych, podwyższonych standardów bezpieczeństwa).
W maju 2017 urząd dozoru stwierdził, że oba bloki spełniają już nowe przepisy. Prefekt Fukui zgodził się na ponowne uruchomienie reaktorów w listopadzie 2017.
Załadunek paliwa do reaktora nr 3 trwał od 9 do 13 lutego 2018. Reaktor został włączony ponownie o 14 marca a 15 marca osiągnął stan krytyczny, tj. stan podtrzymywanej reakcji łańcuchowej. Wznowienie pracy komercyjnej nastąpiło 10 kwietnia 2018 o godzinie 16:40 czasu lokalnego. Był 6 reaktorem który wznowił pracę po wydarzeniach z 2011 roku. Dzień wcześniej, 9 kwietnia, rozpoczęto załadunek paliwa do reaktora nr 4.